# Argari
Argari é uma vila no distrito de Haora, no estado indiano de West Bengal.

## Demografia
Segundo o censo de 2001, Argari tinha uma população de 9525 habitantes. Os indivíduos do sexo masculino constituem 52% da população e os do sexo feminino 48%. Argari tem uma taxa de literacia de 66%, superior à média nacional de 59,5%; com 54% para o sexo masculino e 46% para o sexo feminino. 13% da população está abaixo dos 6 anos de idade.